# ExpressCard
ExpressCard es un estándar de hardware que reemplaza a las tarjetas PCMCIA / PC Card / CardBus, ambos desarrollados por la Personal Computer Memory Card International Association. El dispositivo host soporta conectividad PCI-Express y USB 2.0 en el slot ExpressCard, y cada tarjeta utiliza el modo de conectividad que el diseñador considere más apropiado para la tarea. Las tarjetas pueden conectarse al ordenador encendido sin necesidad de reiniciarlo (soportan Hot swap o conexión en caliente). Es un Estándar abierto de la ITU-T y su definición puede obtenerse de la página oficial de USB-IF gratis.
Puede conectarse a este bus, diferentes tipos de periféricos, como tarjetas Wi-Fi, Bluetooth, tarjetas de TV, FireWire, etc.

## Factor de forma
ExpressCard soporta dos formatos de tarjeta, ExpressCard/34 (34 mm ancho) y ExpressCard/54 (54 mm de ancho con forma de L). El conector tienen el mismo ancho (34 mm) y número de pines (26) en ambos casos. Las tarjetas estándar tienen 75 mm de largo (10.6 mm menos que CardBus) y 5 mm de grosor, pero pueden ser más gruesas en la parte externa al formato estándar, para acomodar antenas, conectores, etc. Las tarjetas de 34 mm entran en las ranuras de 34 mm y 54 mm mediante una guía diagonal en la parte interna de las ranuras de 54 mm que guía la tarjeta al conector. Las tarjetas de 54 mm solo pueden usarse en sus propias ranuras.

## Comparación con CardBus

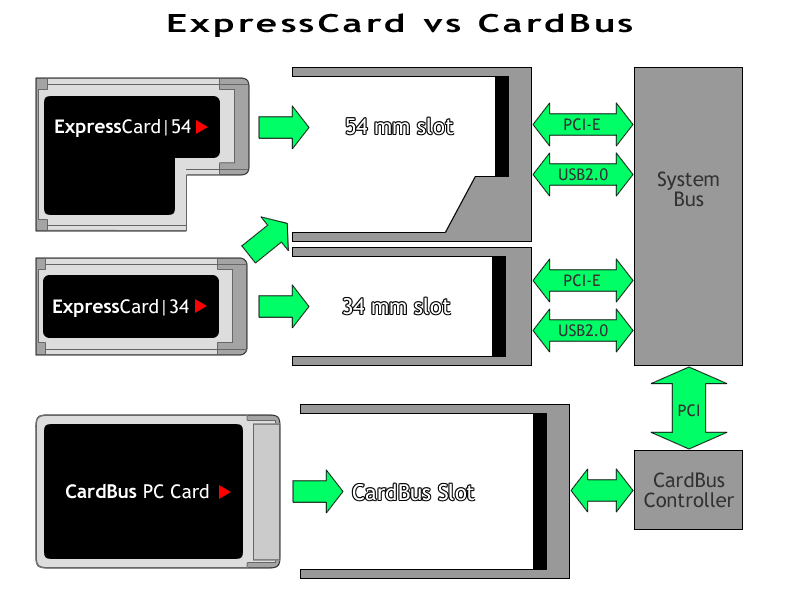
Interfaces de conexión con el sistema

El beneficio principal de la tecnología ExpressCard sobre CardBus es un gran aumento del ancho de banda, causado porque ExpressCard tiene una conexión directa al bus del sistema sobre una conexión PCI-Express x1 o USB 2.0, mientras que CardBus utiliza un controlador de interfaz que solo interactúa con PCI. ExpressCard tiene un rendimiento de procesamiento máximo de 2,5 Gigabits/segundo sobre PCI-Express o 480 Megabits/segundo sobre USB 2.0 dedicado para cada ranura, mientras que CardBus debe compartir un ancho de banda de 1066 Megabits/segundo.
Además, el estándar ExpressCard utiliza tensiones más bajas y así menos energía que las ranuras CardBus (1,5 Voltios y 3,3V contra 3,3V y 5,0V).
Otras eventuales ventajas incluyen un coste menor,[cita requerida] mejor escalabilidad, y una integración mayor con el chipset de la placa base. También cuentan con que la interfaz de ExpressCard sea utilizada en las computadoras de escritorio para proporcionar actualizaciones en caja sellada, lo que permitiría equipos de escritorio más reducidos y facilidades para su actualización por sus usuarios (ventajas muy similares a las proclamadas por PCMCIA que luego nunca se materializaron).
La tecnología ExpressCard no es compatible hacia atrás con los dispositivos CardBus, lo cual puede representar un problema para quienes compren un nuevo sistema y quieran mantener sus dispositivos anteriores.

## Disponibilidad
La expresscard ha dejado de incluirse en la mayoría de portátiles desde 2012 debido a la reducción de tamaño y para economizar costos, dejándolo solo para equipos de alto desempeño o de negocios.
- Hewlett-Packard comenzó a equipar sistemas con ExpressCard en noviembre de 2004[2]
- Lenovo integró la ranura en su buque insignia ThinkPad T43 en mayo de 2005.[3]
- Dell Computer lo incorporó en sus gamas de portátiles Precision, Inspiron, Latitude, Vostro y XPS.
- Fujitsu Siemens comenzó a incluirlo en 2005 en su gama Amilo con el Fujitsu AMILO M3438 y Fujitsu AMILO M4438
- Apple Inc. incluyó una ranura ExpressCard/34 en su MacBook Pro de 17" en enero de 2006.
- ASUS ha reemplazado también las ranuras PC Card por ExpressCard en la mayoría de nuevos modelos.
- Sony comenzó a incluirlo con su VAIO VGN-SZ y ha continuado con el Vaio TZ; también ahora lo incluye el VAIO CW.
- Acer incluyó en su serie Acer Aspire una ranura ExpressCard/54.
- Panasonic incorporó ranuras ExpressCard/54 en su gama Toughbook de portátiles ruguerizados.
- Gateway también equipa sus notebooks (ML3109 y posteriores) con ranuras ExpressCard 54.
- Toshiba lo incluye en sus series Toshiba Satellite P y A 200/205 como una ranura ExpressCard/54 en abril de 2007.

Debido a la falta de retrocompatibilidad, varios fabricantes han decidido incluir ambos tipos de ranuras en sus equipos. Esto incluye algunos modelos de Acer Aspire y la serie Lenovo ThinkPad Z60m, z60t, z61m, z61t.
En el CeBIT de marzo de 2005 se presentaron gran cantidad de dispositivos ExpressCard. En noviembre de 2006, Belkin anunció el lanzamiento de su primera docking station con ExpressCard, que utiliza la parte PCIe de una conexión ExpressCard que habilita video a 1600x1200 y la parte USB para proporcionar puertos USB, audio y de red. Esto apunta a la posibilidad de que ExpressCard permita el desarrollo de más docking stations genéricas para portátiles.
El fabricante de placas base AsRock incluye con su 4Core1333-ViiV el AsRock DeskExpress, que en una bahía de 3,5 incorpora una toma USB 2 y 1 o 2 ExpressCard